# Chvalaea masneri
Chvalaea masneri är en tvåvingeart som beskrevs av Ale-rocha 2006. Chvalaea masneri ingår i släktet Chvalaea och familjen puckeldansflugor. Inga underarter finns listade i Catalogue of Life.